# 珠海出版社
珠海出版社是中华人民共和国的一家出版社，成立于1993年。
1995年，珠海出版社在中国大陆出版了59本一套的《古龙全集》，一时颇为畅销，被大量盗版，1997年又出版了新版全集，增加了19本“续补作品”。
1999年澳门主权移交之前，该社也出版过一批澳门题材图书，但书中错误甚多。
2011年因出版黎智英自传《我是黎智英》被国家新闻出版总署吊销图书出版经营许可证。